# Astrocaryum triandrum
Espèce
Statut de conservation UICN

 EN B1+2c : En danger
Astrocaryum triandrum est une espèce de plantes à fleurs de la famille des Arecaceae. C'est un palmier à feuilles pennées endémique de Colombie.